# GWR 108 Class
GWR 108 Class — пара однотипных паровозов Большой западной железной дороги с осевой формулой 1-2-0, переделанных Джорджем Армстронгом на Вулвергемптонском заводе в 1866 или 1867 году из паровозов с теми же номерами с поглощённой GWR Биркенхедской железной дороги.
Формально паровозы считались переделками, но от оригинальных машин были использованы только колёсные пары. Рамы у паровозов были, в отличие от других 1-2-0 паровозов GWR, внутренние, диаметр движущих колёс составлял 5 ф. 0 д. (1524 мм).
Паровозы работали вокруг Честера и были списаны в 1887 году.